# Fotbollsgalan 2016
Fotbollsgalan 2016 arrangerades i Globen i Stockholm måndagen den 21 november 2016 och var den 22:a fotbollsgalan sedan premiäråret 1995. Den direktsändes i TV4. Programledare var Anna Brolin och Anders Jansson.

## Priser
| Pris                                         | Vinnare                                                                              |
| -------------------------------------------- | ------------------------------------------------------------------------------------ |
| Årets tränare, herrar                        | Graham Potter, Östersunds FK                                                         |
| Årets tränare, dam                           | Stellan Carlsson, Piteå IF                                                           |
| Årets nykomling (herr)                       | Alexander Isak, AIK                                                                  |
| Årets genombrott (dam)                       | Johanna Rytting Kaneryd, Djurgårdens IF                                              |
| Årets anfallare, herr                        | Zlatan Ibrahimović, Paris Saint-Germain FC / Manchester United FC                    |
| Årets anfallare, dam                         | Pernille Harder, Linköpings FC                                                       |
| Årets mittfältare, herr                      | Emil Forsberg, RB Leipzig                                                            |
| Årets mittfältare, dam                       | Marta, FC Rosengård                                                                  |
| Årets back, herr                             | Victor Nilsson Lindelöf, SL Benfica                                                  |
| Årets back, dam                              | Linda Sembrant, Montpellier                                                          |
| Årets målvakt, herr                          | Robin Olsen, FC Köpenhamn                                                            |
| Årets målvakt, dam                           | Hedvig Lindahl, Chelsea                                                              |
| Fotbollsallsvenskans mest värdefulla spelare | Andreas Johansson, IFK Norrköping                                                    |
| Damallsvenskans mest värdefulla spelare      | Pernille Harder, Linköpings FC                                                       |
| Fotbollskanalens hederspris                  | Tord Grip                                                                            |
| Årets domare                                 | Sara Persson Stefan Johannesson                                                      |
| Årets skyttekung                             | John Owoeri, BK Häcken (17 mål)                                                      |
| Årets skyttedrottning                        | Pernille Harder, Linköpings FC (23 mål)                                              |
| Fair Play-priset                             | GIF Sundsvall (Allsvenskan) Linköpings FC (Damallsvenskan) Halmstads BK (Superettan) |
| Årets mål                                    | Guillermo Molins, Malmö FF                                                           |
| Gunnar Nordahl-stipendiet                    | Habo IF                                                                              |
| Diamantbollen                                | Hedvig Lindahl, Chelsea                                                              |
| Guldbollen                                   | Zlatan Ibrahimović, Paris Saint-Germain / Manchester United                          |

Källor: 

## Artistuppträdanden
- Laleh Pourkarim - framförde "Goliat"[5]